# NSB Verkstedet Kronstad
Koordinaten: 60° 22′ N, 5° 21′ O

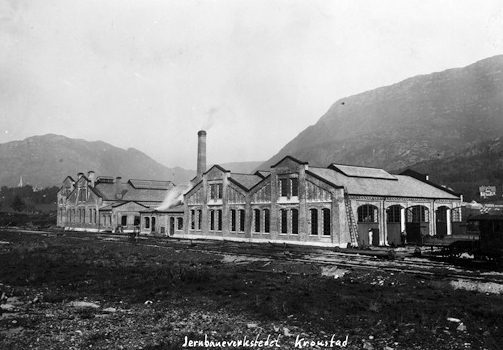
Werkstatt Kronstad etwa 1920

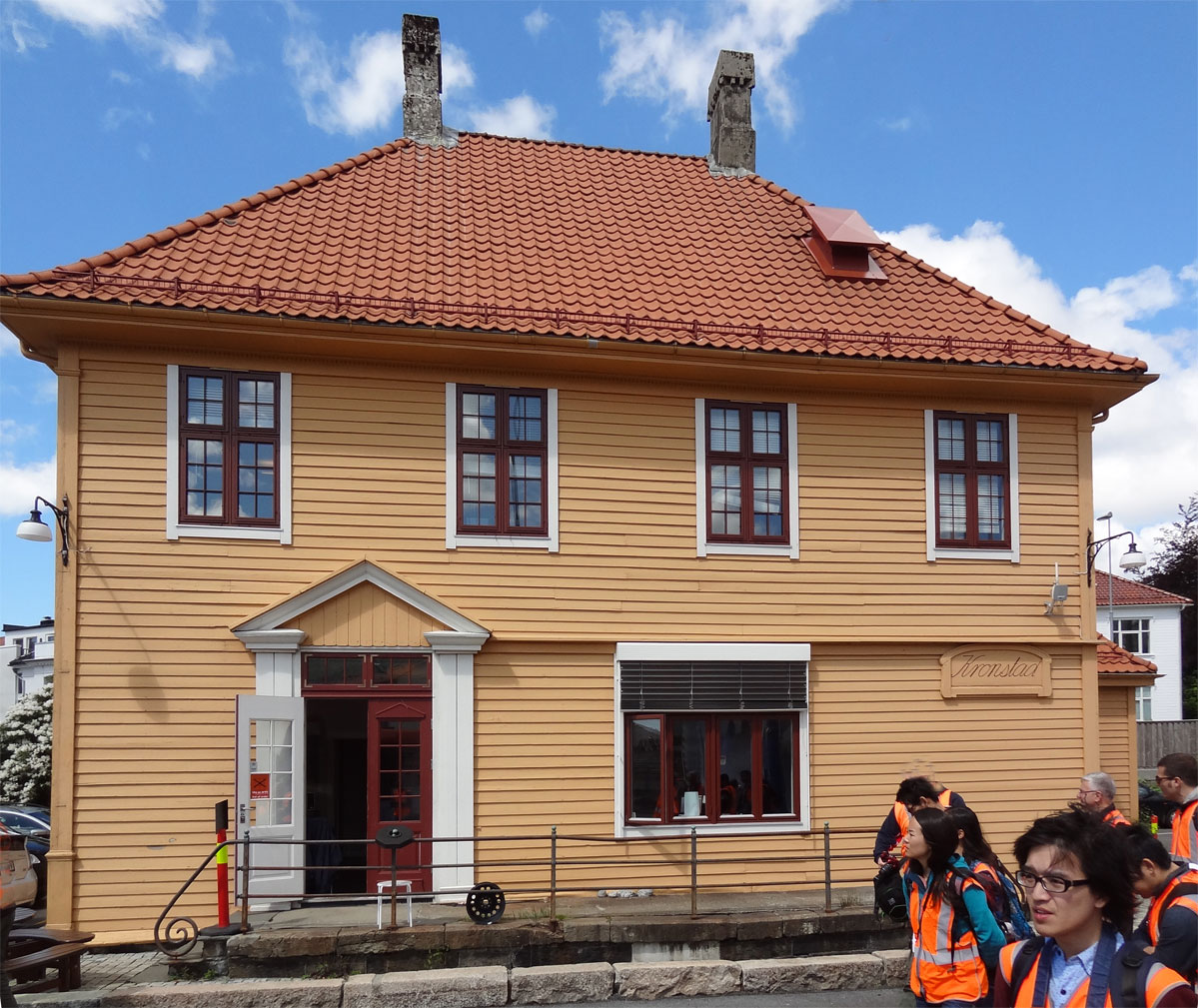
Bahnhof Kronstad

NSB Verkstedet Kronstad war ein Bahnbetriebswerk und ein Ausbesserungswerk der Norges Statsbaner (NSB) im Stadtteil Kronstad der norwegischen Stadt Bergen.

## Geschichte
Das Bahnbetriebswerk Kronstad wurde 1909 in Verbindung mit der Bergensbane eröffnet. Die Werkstatt lag neben dem Bahnhof Kronstad an der Gamle Vossebane, 2,67 km vom Bahnhof Bergen entfernt. Erstgenannter Bahnhof wurde von dem Architekten Egill Reimers entworfen und war von 1913 bis 1965 bis zur Eröffnung des Ulrikstunnels in Betrieb. Die Werkstätte wurde dennoch weitergenutzt, bis sie 1997 stillgelegt wurde.
In der aus dem Bahnbetriebswerk im Laufe der Jahre entstandenen Ausbesserungswerkstatt wurden Hauptuntersuchungen an Dampflokomotiven durchgeführt. Außerdem wurden mit zugelieferten Komponenten Rangierlokomotiven wie die Baureihen Skd 217 und Skd 220 in der Werkstatt gebaut. Von der Skd 220c wurden 58 Stück in der Zeit von 1963 bis 1973 gebaut. Die ersten 14 Lokomotiven  wurden von Levahn Mek. Verksted in Oslo ausgeliefert. Für den Rest lieferte Levahn die Radsätze an die NSB Verkstedet Kronstad in Bergen, wo die Lokomotiven montiert wurden.
Die Werkstattgebäude am Inndalsveien 28 lagen auf einem etwa 50 Hektar großen Grundstück, das teilweise der Bergen–Hardanger–Voss Billag A/S gehörte. Diese Transportgesellschaft hatte ihre Hauptverwaltung im Inndalsveien 22.

## Zukunft
Auf dem 72 Hektar großen Bahngelände, das der staatlichen Gesellschaft Statsbygg gehört, wurde am Inndalsveien 28 unter Einbeziehung von vier alten Hallen der neue Campus der Hochschule Bergen (norwegisch Høgskolen i Bergen) gebaut. Die Hochschule übernahm diesen am 1. Mai 2014. Der Studienbeginn im neuen Gebäude erfolgte am 25. August 2014. Dafür wurden rund 48 Hektar benötigt. Die restliche Fläche im nördlichen Teil ist für andere Unternehmen sowie Gewerbe- und Wohneinheiten vorgesehen.
Seit März 2019 werden die freien Grundstücke mit Wohngebäuden bebaut.